# 胱天蛋白酶8
胱天蛋白酶8（英语：Caspase 8）是一种胱天蛋白酶，由CASP8基因编码。该酶很可能作用于胱天蛋白酶3。许多可获得完整基因组数据的哺乳动物都已鉴定出CASP8直系同源物。这些独特的直系同源物也存在于鸟类中。

## 作用
胱天蛋白酶8是胱天蛋白酶家族的成员。半胱天冬酶的连续激活在细胞凋亡的执行阶段发挥着核心作用。半胱天冬酶作为无活性酶原存在，由前结构域、大蛋白酶亚基和小蛋白酶亚基组成。半胱天冬酶的激活需要在保守的天冬氨酸残基处经历蛋白水解加工，以产生一大一小两个亚基组成的异二聚体酶。该蛋白参与Fas和各种细胞凋亡刺激诱导的程序性细胞死亡。该蛋白的N端FADD样死亡效应结构域表明它可能与FADD相互作用。这种蛋白质在亨廷顿舞蹈症患者受影响的大脑区域的不溶性部分中检测到，而在正常对照的大脑区域中未检测到，这表明它在神经退行性疾病中的作用。已经描述了许多编码不同亚型的选择性剪接转录物变体，尽管并非所有变体都已确定其全长序列。

## 临床意义
一种非常罕见的免疫系统遗传性疾病也可能是由该基因的突变引起的。这种疾病称为CEDS，意思是“胱天蛋白酶8缺乏状态”。CEDS具有与另一种细胞凋亡遗传病ALPS 相似的特征，但前者有免疫缺陷表型。因此，除了复发性鼻窦及肺部感染、复发性皮肤粘膜疱疹病、持续性疣和传染性软疣感染以及咖瑪免疫球蛋白過低之外，临床表现还包括脾肿大和淋巴结肿大。主质器官有时存在淋巴细胞浸润性疾病，但自身免疫性极小，而且在CEDS患者中尚未观察到淋巴瘤。CEDS以常染色体隐性方式遗传。
CEDS患者的临床表型呈现出一个悖论，因为胱天蛋白酶8被认为主要是一种促凋亡蛋白酶，主要参与肿瘤坏死因子受体家族死亡受体（例如Fas）的信号转导。淋巴细胞激活和保护性免疫的缺陷表明胱天蛋白酶8在淋巴细胞中具有额外的信号传导作用。进一步的研究表明，胱天蛋白酶8在T、B和自然杀伤细胞中，通过抗原受体、Fc受体或 Toll样受体4刺激后，对转录因子“核因子κB”（NF-κB）的诱导至关重要 。
生化方面，发现胱天蛋白酶8进入NF-κB激酶抑制剂（IKK）与上游Bcl10-MALT1（粘膜相关淋巴组织）适配器复合物的复合体中，这对于诱导NF-κB的核转位至关重要 。此外，胱天蛋白酶8的生化形式在这两种途径中是不同的。对于死亡途径，胱天蛋白酶8酶原被切割成亚基，这些亚基组装形成成熟的、高活性的胱天蛋白酶异四聚体；而对于激活途径，酶原似乎保持完整，可能是为了限制其蛋白水解功能，但增强其作为适配器蛋白的功能。

## 相互作用
胱天蛋白酶8已被证明可以与以下物质相互作用：
- BCAP31[10]
- BID[11][12]
- Bcl-2[12][13]
- CFLAR[14][15][16][17][18][19][20]
- 胱天蛋白酶10[11][12][14][21]
- 胱天蛋白酶2[12][21]
- 胱天蛋白酶3[12][21]
- 胱天蛋白酶6[12][21][22]
- 胱天蛋白酶7[12][21]
- 胱天蛋白酶9[12][21]
- DEDD[23][24][25]
- FADD[11][14][17][26][27][28][29]
- FasL[11][14]
- FasR[11][15][30]
- IFT57[31]
- NOL3[32]
- PEA15[33][34]
- RIPK1[26][35][36]
- TNFRSF10B[11][30]
- TRAF1[14][37]

## 附加图片
|  |

## 拓展阅读
- Jia SH, Parodo J, Kapus A, Rotstein OD, Marshall JC. . Journal of Biological Chemistry. 2008, 283 (9): 5402–5413. PMID 18086677. doi:10.1074/jbc.M706462200 .
- Cohen GM. . Biochem. J. 1997, 326 (Pt 1): 1–16. PMC 1218630 . PMID 9337844. doi:10.1042/bj3260001.
- Siegel RM, Chan FK, Chun HJ, Lenardo MJ. . Nat. Immunol. 2001, 1 (6): 469–74. PMID 11101867. S2CID 345769. doi:10.1038/82712.
- Ye S, Goldsmith EJ. . Curr. Opin. Struct. Biol. 2002, 11 (6): 740–5. PMID 11751056. doi:10.1016/S0959-440X(01)00275-5.
- Gupta S. . Exp. Gerontol. 2002, 37 (2–3): 293–9. PMID 11772515. S2CID 30243363. doi:10.1016/S0531-5565(01)00195-4.
- Pomerantz RJ. . DNA Cell Biol. 2004, 23 (4): 227–38. PMID 15142380. doi:10.1089/104454904773819815.
- Zhao LJ, Zhu H. . Curr. Drug Targets Immune Endocr. Metabol. Disord. 2005, 4 (4): 265–75. PMID 15578977. doi:10.2174/1568008043339668.